# Lokpersonal Electronic Assistant

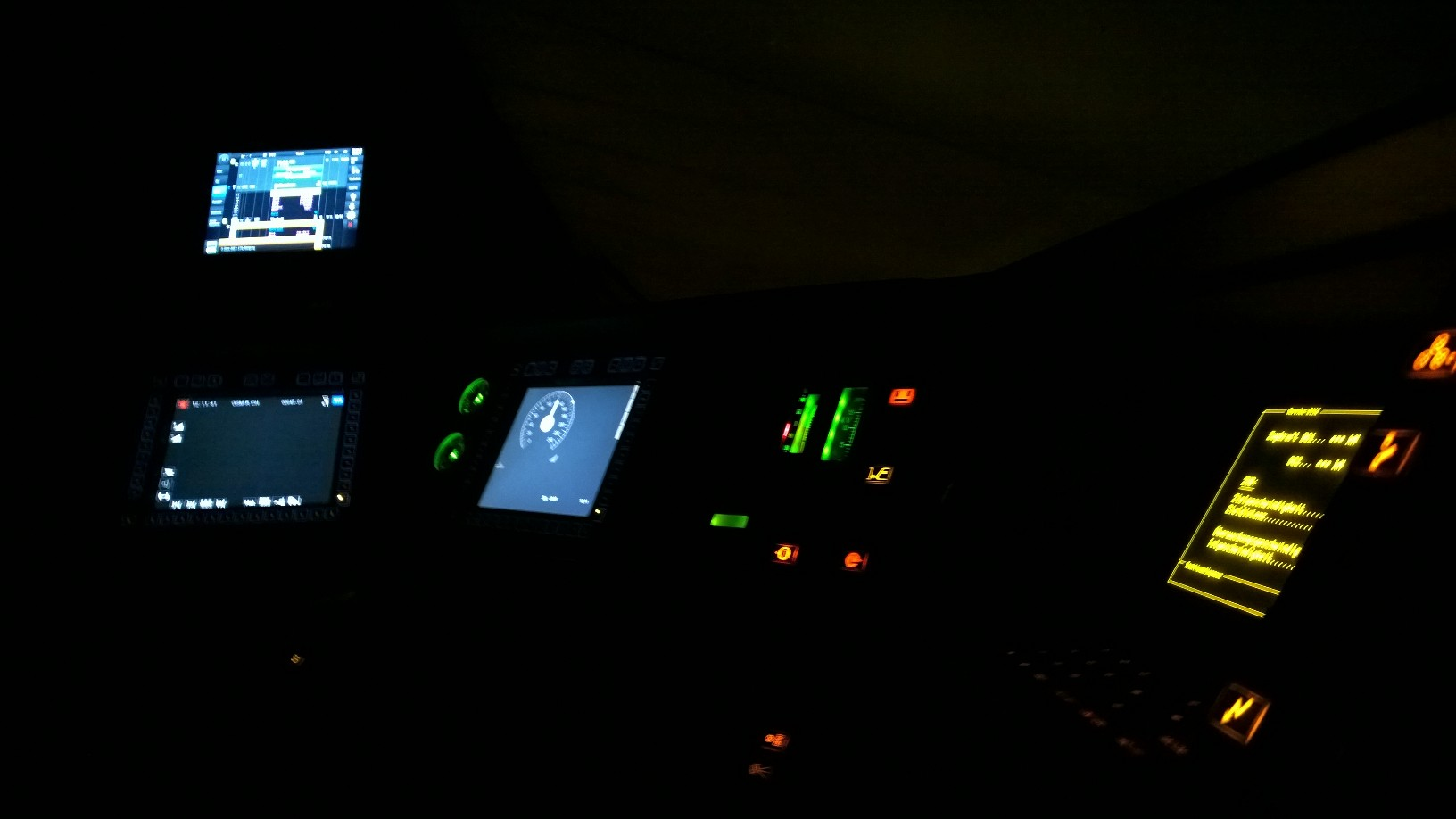
Un LEA 3 (iPad 4) dans la cabine de conduite d'un IC2000 (voiture-pilote)

La LEA (Lokpersonal Electronic Assistant : « assistante électronique pour personnel des locomotives ») est un équipement technologique utilisé par les pilotes de locomotive en Suisse. Cet appareil fait partie de l'équipement minimum du personnel des locomotives et est toujours utilisé en service. Ce système est développé par les Chemins de fer fédéraux suisses et n'est pas installé en permanence dans la locomotive, mais consiste en une tablette personnellement assignée que les conducteurs emportent avec eux.

## Principe

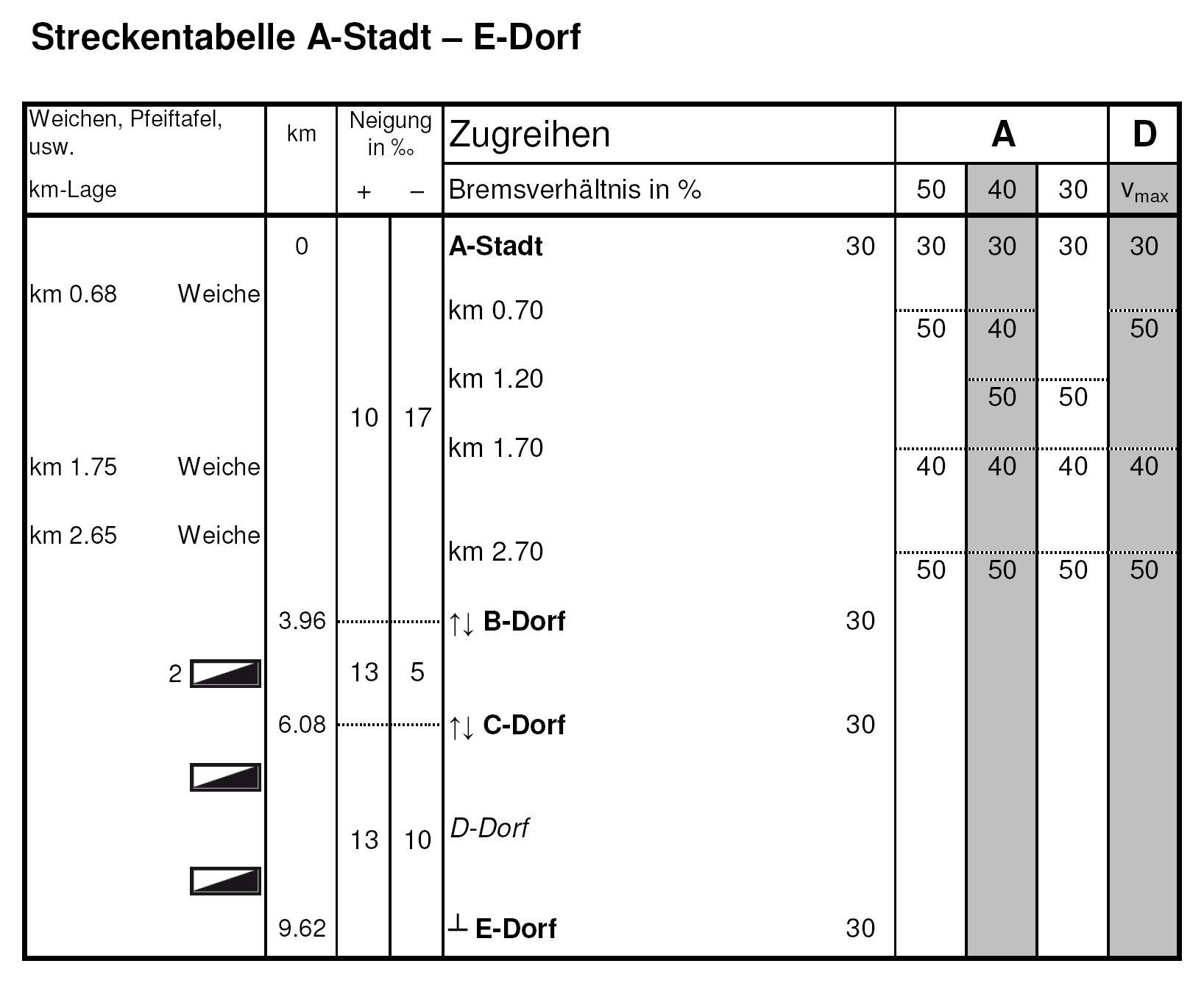
Tableau de parcours fictif

Pour chaque trajet d'un train sur le réseau ferroviaire, les conducteurs ont besoin de deux documents : la description de la marche et le tableau de parcours.  L'application LEA installée sur l'appareil combine les deux à un même endroit et facilite ainsi le travail. Ainsi, les descriptions de marches et les tableaux de parcours ne sont plus emportés sous forme papier. Le système est développé, entretenu et exploité par les CFF et est utilisé dans le transport de marchandises et de passagers. Il est également utilisé par certaines compagnies privées telles que Thurbo, Zentralbahn et RegionAlps.

## Matériel
La première version du LEA a été introduite en 2001 et consistait en un netbook Psion. Elle a été remplacée en 2009 par la LEA II, qui se composait d'un Fujitsu Lifebook T1010.
La génération actuelle LEA 3 a été mise en service en octobre 2012. Initialement, seuls les conducteurs de train de CFF Cargo étaient équipés de l'appareil, puis depuis mai 2013 les conducteurs de train du transport de voyageurs l'utilisent également. La LEA 3 est un iPad et est basé sur trois générations d'appareils, qui ne diffèrent cependant pas en termes de fonctionnalités ou de fonctionnement. Initialement, l'iPad 4 était distribué, puis un iPad Air 2 a été remis aux nouveaux entrants ou en remplacement en cas de défaut ou de perte. La génération actuelle d'appareils (en 2018) est l'iPad de 5e génération. Les tablettes sont connectées à internet par le Wi-Fi et une carte SIM 4G. Le matériel et les accessoires utilisés ne diffèrent pas de ceux disponibles dans le commerce.

## Logiciel

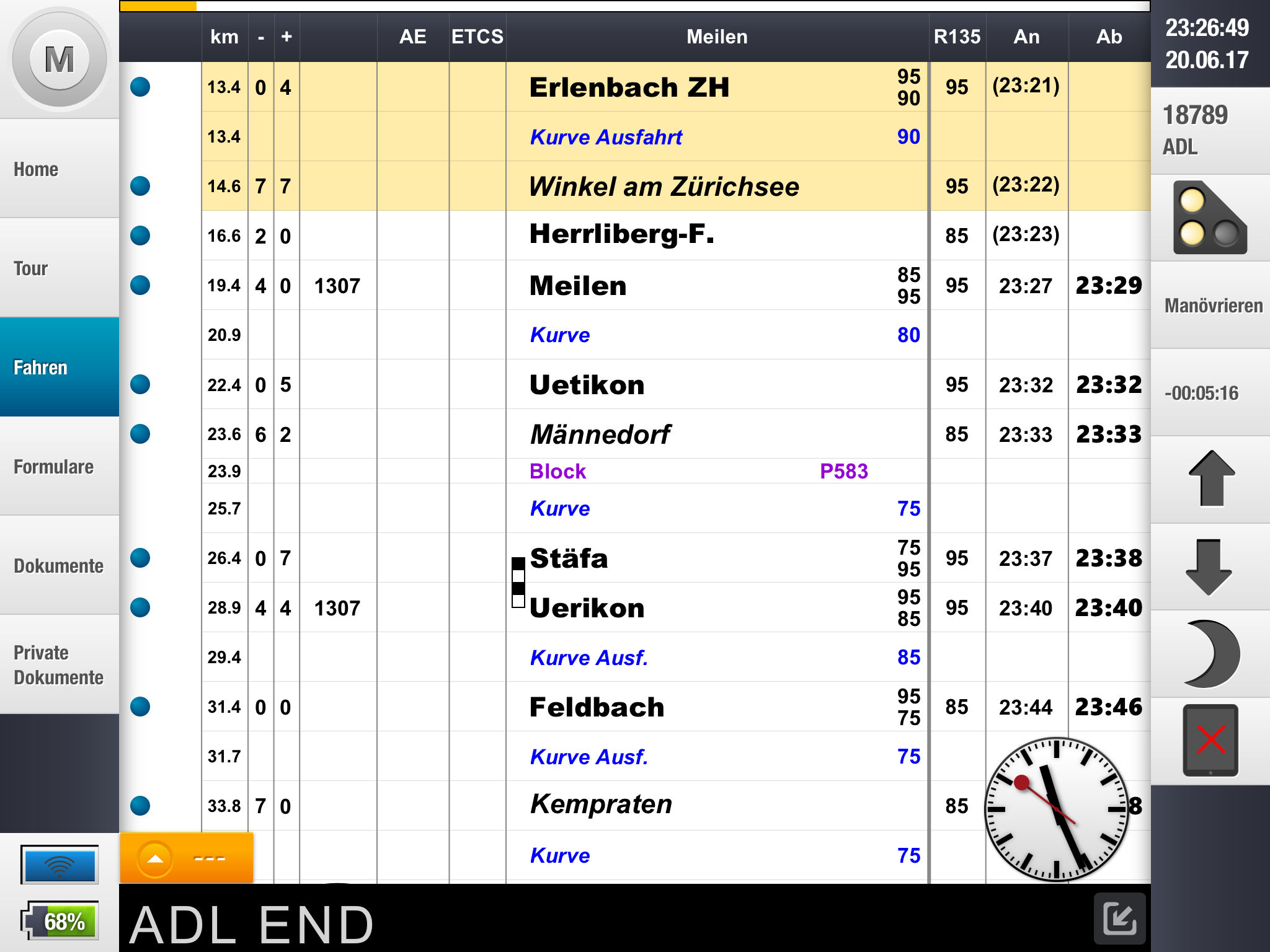
Capture d'écran de l'interface de LEA 3

Le nom LEA fait toujours référence à l'appareil. Sa tâche principale (l'affichage de la description de la marche et du tableau de parcours) est effectuée par l'application LEA qui y est installée. Parallèlement à cela, les applications WarnApp et Régulation adaptative (ADL) assurent d'autres services utiles aux conducteurs. La description de la marche est affichée localement et ne nécessite pas de connexion Internet, mais WarnApp et ADL ont besoin d'être connectées avec le centre d'opérations.
Toutes les informations pertinentes sur le voyage sont affichées dans l'application LEA. Les déviations planifiées et les limitations de vitesse sont automatiquement affichées, mais il est nécessaire que l'appareil soit synchronisé avant de débuter le service. Ce processus prend quelques secondes et met à jour les informations sur le trajet et l'itinéraire. Les détours imprévus peuvent être ajoutés en touchant simplement le champ approprié dans l'application, et le tableau de parcours via l'itinéraire de détour apparaît immédiatement.
En plus de l'application LEA, tous les règlements (tels que les règles de conduite de l'OFT), ainsi que les horaires de service du personnel des locomotives, les listes de contrôle en cas d'incident, les manuels des locomotives, l'adresse e-mail professionnelle et d'autres fonctionnalités se trouvent sur l'appareil.

## En cas de panne
En cas de panne, il existe différents plans de secours. 
Si la LEA ne fonctionne pas avant le début du voyage, la description de la marche peut être imprimée depuis n'importe quel ordinateur connecté à l'intranet ou à internet, afin d'être emportée au format papier. L'affichage correspond exactement à celui de l'application LEA. Ainsi, la solution papier remplace entièrement l'appareil jusqu'à ce qu'il soit réparé ou remplacé.
Si la LEA a un problème pendant le parcours, les conducteurs utilisent leur téléphone portable GSM-R. À l'aide d'un service interne, la représentation du LEA peut également être générée et affichée sous forme de document PDF. Cependant, ce n'est pas une solution permanente car les informations sont plus difficiles à lire en raison de la taille de l'écran.